# Nikon D50

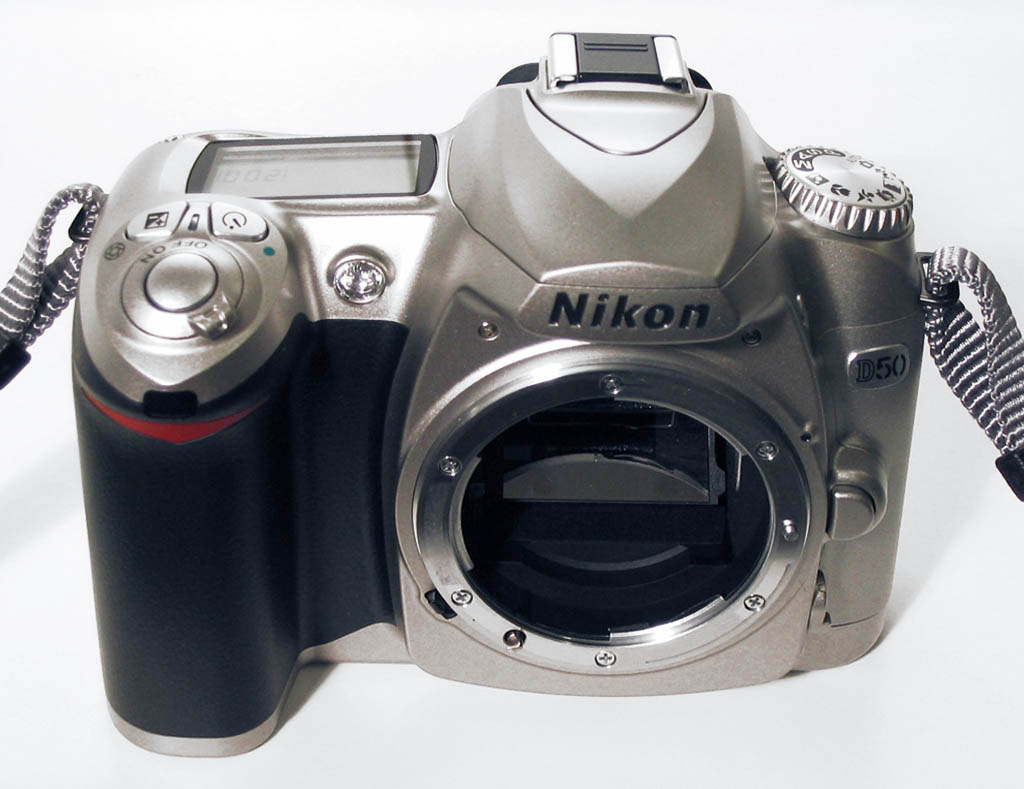
Stříbrný Nikon D50

Nikon D50 je jednooká digitální zrcadlovka firmy Nikon. Fotoaparát byl v prodeji v letech 2005–2007. Šlo o první z řady tzv. low-endových zrcadlovek, které nabízí základní funkce za dostupnou cenu. Vzhledem k výbornému poměru cena/výkon se stal tento fotoaparát legendou díky svému rozlišení 6,1 megapixelů, pěti zaostřovacím bodům a rychlosti snímání 2,5 obr/s. Přístroje byly vyráběny ve dvou barevných provedeních – stříbrná a černá. Fotoaparát podporuje objektivy Nikon Nikkor, kromě řady IX Nikkor. Je možné použít objektivy jiných výrobců (Tamron, Sigma, Tokina, apod.) s bajonetem pro fotoaparáty Nikon. Nástupcem tohoto modelu se stal Nikon D40.

## Příbuzné modely
- Nikon D70
- Nikon D70s